# Powiat Sieradzki
Der Powiat Sieradzki ist ein Powiat (Kreis) in der polnischen Woiwodschaft Łódź. Der Powiat hat eine Fläche von 1491 km², auf der 120.000 Einwohner leben.

## Gemeinden
Der Powiat umfasst elf Gemeinden, davon eine Stadtgemeinde, drei Stadt-und-Land-Gemeinden und sieben Landgemeinden.

### Stadtgemeinde
- Sieradz (Sieradz)

### Stadt-und-Land-Gemeinden
- Błaszki (Schwarzau)
- Warta (Warta)
- Złoczew (Zloczew)

### Landgemeinden
- Brąszewice (Braszewice)
- Brzeźnio (Brzeznio)
- Burzenin (Burzenin)
- Goszczanów (Göllnerheim)
- Klonowa (Klonowa)
- Sieradz
- Wróblew (Wroblew)